# Io ti darò di più/La prima lettera d'amore
Io ti darò di più/La prima lettera d'amore è un singolo della cantante italiana Orietta Berti pubblicato nel 1966 dalla casa discografica Polydor.

## Descrizione
Io ti darò di più è il brano con il quale Orietta Berti esordisce al Festival di Sanremo 1966 dove si classificherà al sesto posto. Il brano è stato cantato in doppia esecuzione con Ornella Vanoni.

## Tracce
1. Io ti darò di più (Di Alberto Testa e Memo Remigi)
2. La prima lettera d'amore (Di Luciano Beretta e Umberto Balsamo)